# Декларация о государственном суверенитете Республики Беларусь
Декларация о государственном суверенитете Белорусской Советской Социалистической Республики (бел. Дэкларацыя аб дзяржаўным суверэнітэце Беларускай ССР) — нормативный правовой акт, принятый Верховным Советом Белорусской ССР 27 июля 1990 года.
25 августа 1991 года декларации был придан статус конституционного закона, а в связи с переименованием Белорусской ССР в Республику Беларусь 19 сентября 1991 года документ стал известен как Декларация о государственном суверенитете Республики Беларусь (бел. Дэкларацыя аб дзяржаўным суверэнітэце Рэспублікі Беларусь). Декларация провозгласила «полный государственный суверенитет Белорусской ССР (Республики Беларусь) как верховенство, самостоятельность и полноту государственной власти республики в границах её территории, правомочность её законов, независимость республики во внешних отношениях».

## История
18 июня 1990 года — под влиянием Декларации о государственном суверенитете РСФСР 12 июня, Верховным Советом БССР принимается решения о подготовке Декларации о государственном суверенитете.
23 июля проект декларации был представлен и находился на утверждении по статьям и отдельным формулировкам. В итоге 27 июля за принятие Декларации целиком проголосовало 229 депутатов из 232 зарегистрировавшихся (при трёх не голосовавших).
27 июля 1990 года Верховным Советом БССР была принята Декларация Верховного Совета «О государственном суверенитете Белорусской Советской Социалистической Республики». В Декларации было заявлено о верховенстве на территории республики Конституции БССР и её законов.
Республика Беларусь провозглашала своё намерение стать нейтральным и безъядерным государством.
В то же время, 17 марта 1991 года по итогам референдума о сохранении СССР 82,7 % проголосовавших высказались за сохранение СССР.
Однако после событий августа 1991 года Верховный Совет БССР 25 августа 1991 года в 20:08 принял решение о придании Декларации о государственном суверенитете статуса конституционного закона (для принятия было необходимо 232 голоса, 253 высказались «За»). На основании этого были внесены изменения и дополнения в Конституцию 1978 г. В этот же день были также приняты постановления об обеспечении политической и экономической самостоятельности республики и о приостановке деятельности КПБ. Де-факто всё это означало провозглашение независимости республики.
19 сентября 1991 года Белорусская Советская Социалистическая Республика (БССР) была переименована в Республику Беларусь, были приняты новый государственный герб и новый государственный флаг, а позднее — новая Конституция и гражданский паспорт.
День независимости (главный национальный праздник) был приурочен к дате принятия Декларации о государственном суверенитете и c 1991 по 1996 год отмечался 27 июля. После республиканского референдума 1996 года было принято решение о праздновании Дня независимости 3 июля, в день освобождения Минска от немецко-фашистских захватчиков.
Оригинал декларации хранится в Национальном архиве Республики Беларусь в фонде № 968.